# 西尾哲茂
西尾 哲茂（にしお てつしげ、1950年 - ）は、日本の環境官僚。環境省自然環境局長や、環境省大臣官房長、環境省総合環境政策局長、環境事務次官等を歴任した。

## 人物・経歴
大阪府大阪市出身。灘高等学校を経て、1972年東京大学法学部卒業、環境庁入庁。1982年富山県知事公室主幹。1986年環境庁長官官房総務課広報室長。1988年公害健康被害補償予防協会基金事務部長。1991年環境庁大気保全局大気規制課長。1995年環境庁水質保全局企画課長。1996年環境庁長官官房秘書課長。1999年環境庁企画調整局環境保健部長。2001年環境省自然環境局長。同年環境省環境管理局長。2004年環境省大臣官房長。2006年環境省総合環境政策局長。2008年環境事務次官。旧環境庁生え抜きとして初めて事務次官に就任した。2009年退官。2010年早稲田大学大学院環境・エネルギー研究科教授。2011年明治大学法学部教授。2020年、瑞宝重光章受章。

## 著書
- 『環境法大系』（新美育文, 松村弓彦, 大塚直共編, 共著）商事法務 2012年
- 『わか～る環境法』信山社 2017年、増補改訂版 2019年
- 『この本は環境法の入門書のフリをしています』信山社 2018年
- 『ど～する海洋プラスチック : 速報とにかく早いのが取り柄 : 海洋プラスチック問題に一番乗り！！』信山社 2019年